# Липов (Ростовская область)
Ли́пов — хутор в Богдановском сельском поселении Каменского района Ростовской области России.

## Население
| 2010 |
| ---- |
| 15   |

## Улицы
На хуторе имеется одна улица: Пушкина.